# Lebam
Lebam és una concentració de població designada pel cens dels Estats Units a l'estat de Washington. Segons el cens del 2000 tenia 176 habitants.

## Demografia
Segons el cens del 2000, Lebam tenia 176 habitants, 77 habitatges, i 43 famílies. La densitat de població era de 46,5 habitants per km².
Dels 77 habitatges en un 26% hi vivien nens de menys de 18 anys, en un 44,2% hi vivien parelles casades, en un 7,8% dones solteres, i en un 42,9% no eren unitats familiars. En el 35,1% dels habitatges hi vivien persones soles el 15,6% de les quals corresponia a persones de 65 anys o més que vivien soles. El nombre mitjà de persones vivint en cada habitatge era de 2,29 i el nombre mitjà de persones que vivien en cada família era de 3,02.
Per edats la població es repartia de la següent manera: un 26,1% tenia menys de 18 anys, un 4% entre 18 i 24, un 27,3% entre 25 i 44, un 22,2% de 45 a 60 i un 20,5% 65 anys o més.
L'edat mediana era de 40 anys. Per cada 100 dones de 18 o més anys hi havia 116,7 homes.
La renda mediana per habitatge era de 33.125 $ i la renda mediana per família de 40.000 $. Els homes tenien una renda mediana de 45.313 $ mentre que les dones 51.250 $. La renda per capita de la població era de 15.831 $. Aproximadament el 8% de les famílies i l'11,9% de la població estaven per davall del llindar de pobresa.

## Poblacions més properes
El següent diagrama mostra les poblacions més properes.